# Biviers
Biviers is een gemeente in het Franse departement Isère (regio Auvergne-Rhône-Alpes). De plaats maakt deel uit van het arrondissement Grenoble. Biviers telde op 1 januari 2022 2.327 inwoners.

## Geografie
De oppervlakte van Biviers bedroeg op 1 januari 2022 6,17 vierkante kilometer; de bevolkingsdichtheid was toen 377,1 inwoners per km².

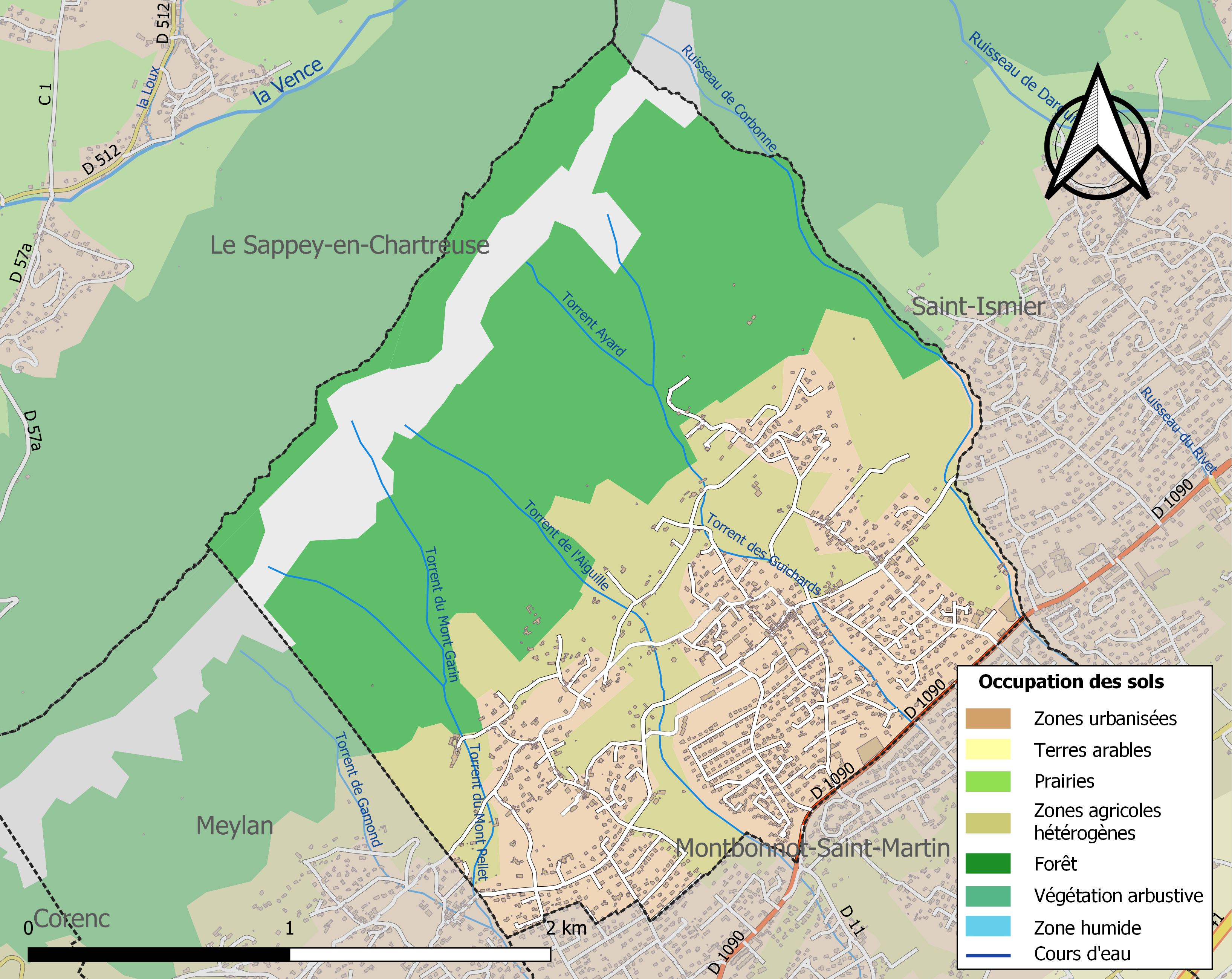
Kaart van de gemeente met de belangrijkste infrastructuur, bodemgebruik en omliggende gemeenten

## Demografie
Onderstaande figuur toont het verloop van het inwonertal (bron: INSEE-tellingen).

## Afbeeldingen

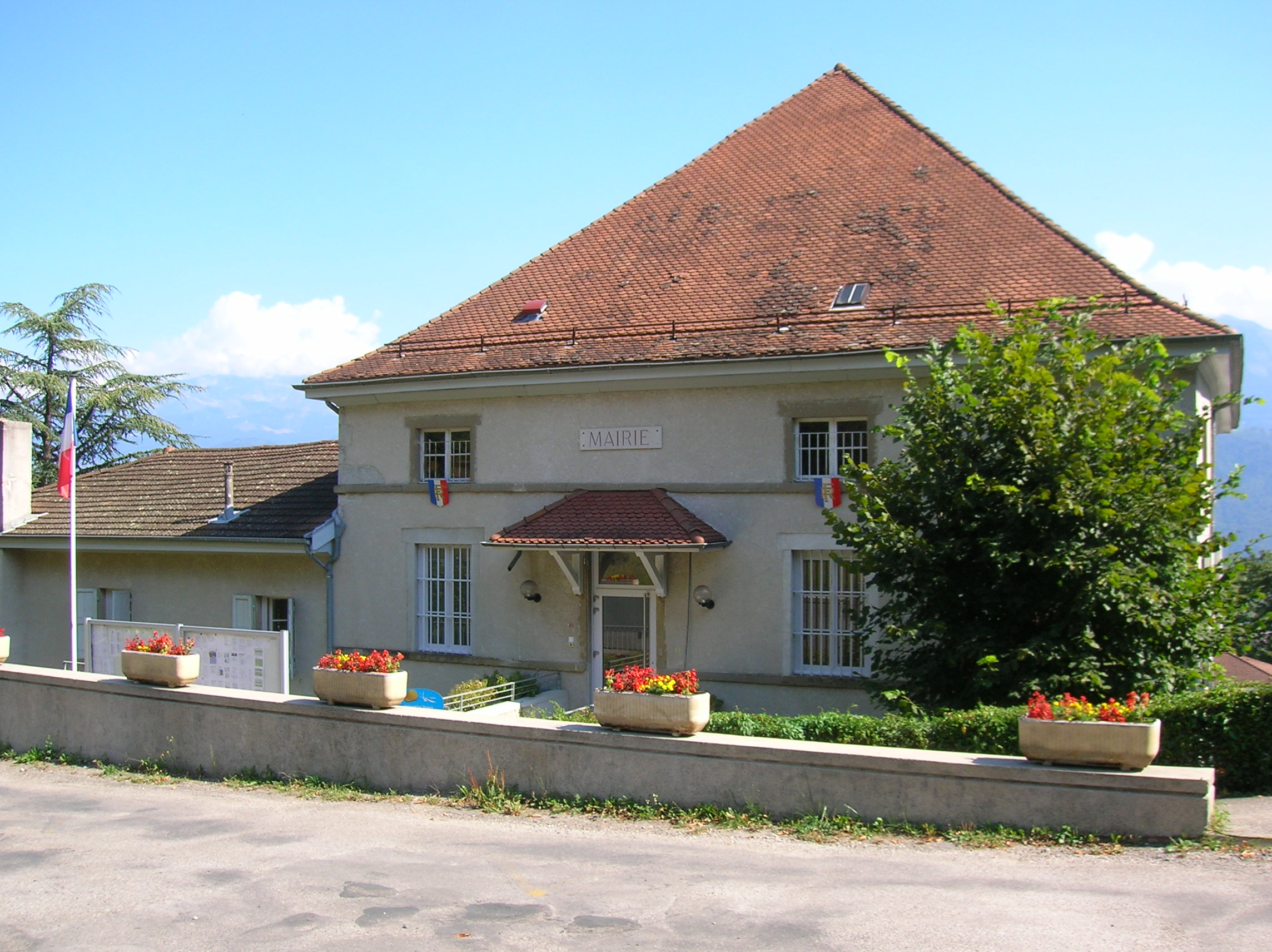
Gemeentehuis
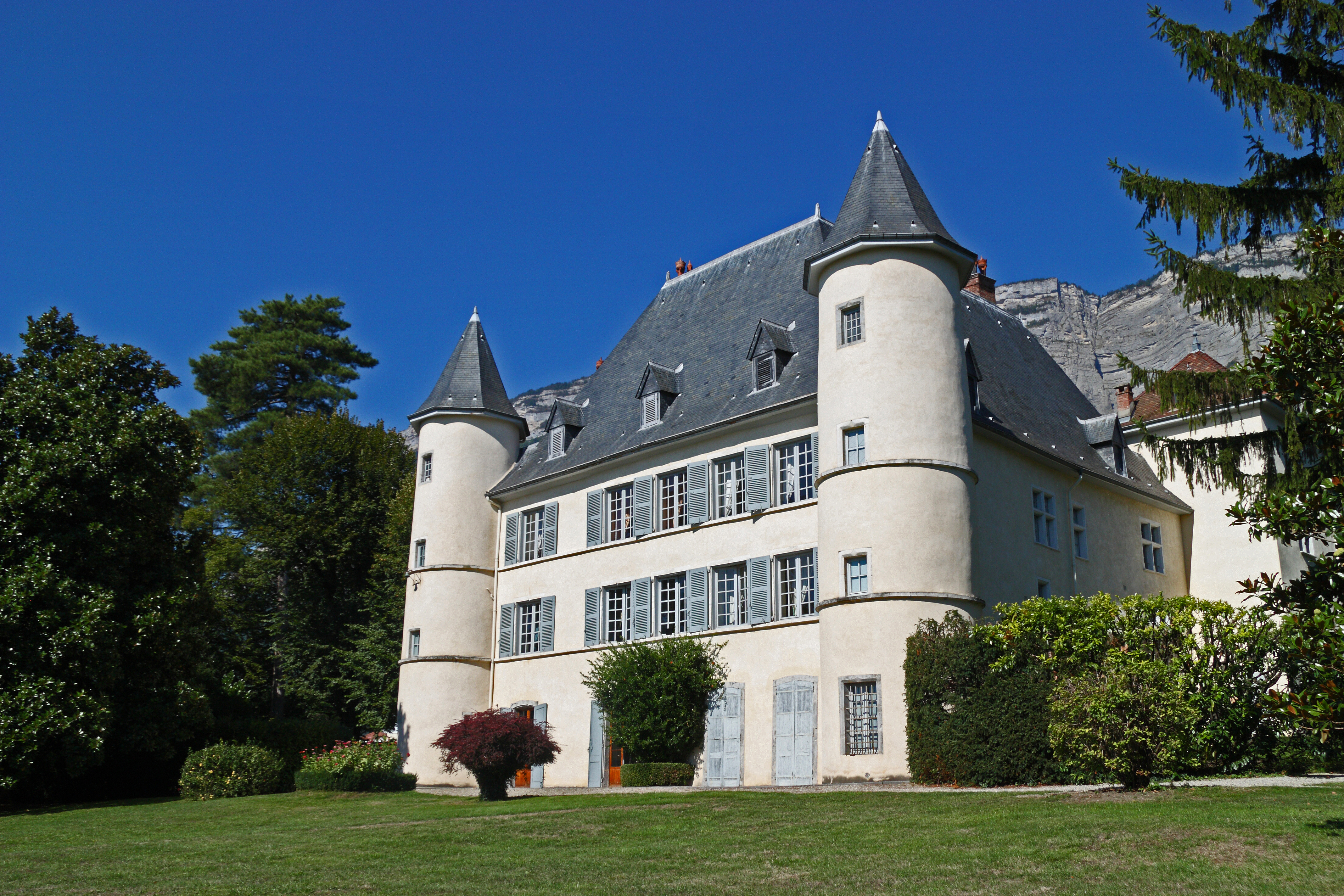
Château de Serviantin
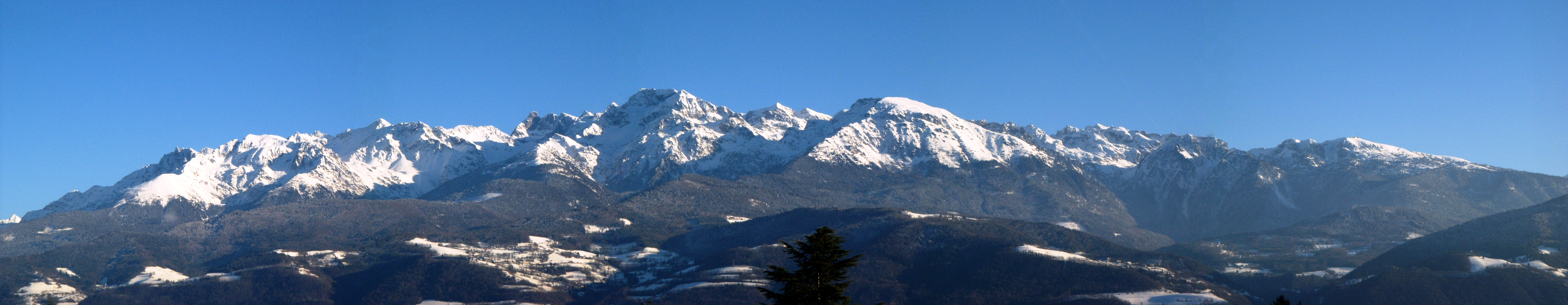
Uitzicht op Belledonne